# Кубок Нідерландів з футболу 2008—2009
Кубок Нідерландів з футболу 2008–2009 — 91-й розіграш кубкового футбольного турніру в Нідерландах. Володарем кубка вперше став Геренвен.

## Календар
| Раунд        | Дата                 | Матчі | Клуби   |
| ------------ | -------------------- | ----- | ------- |
| Перший раунд | 30-31 серпня 2008    | 24    | 88 → 64 |
| 1/32 фіналу  | 23-25 вересня 2008   | 32    | 64 → 32 |
| 1/16 фіналу  | 11-13 листопада 2008 | 16    | 32 → 16 |
| 1/8 фіналу   | 20-22 січня 2009     | 8     | 16 → 8  |
| 1/4 фіналу   | 4-5 березня 2009     | 4     | 8 → 4   |
| 1/2 фіналу   | 21-22 квітня 2009    | 2     | 4 → 2   |
| Фінал        | 17 травня 2009       | 1     | 2 → 1   |

## 1/16 фіналу
| Команда 1          | Рахунок | Команда 2             |
| ------------------ | ------- | --------------------- |
| 11 листопада 2008  |         |                       |
| АГОВВ (2)          | 2:3     | Дордрехт (2)          |
| Ексельсіор (2)     | 2:0     | Ден Босх (2)          |
| Омніворлд (2)      | 0:1     | НАК Бреда             |
| Неймеген           | 1:0 дч  | Рієнсбурж Бойс (3)    |
| Валвейк (2)        | 1:2     | Ахіллес'29 (3)        |
| ВКЕ (3)            | 2:4     | Де Графсхап           |
| Рода               | 1:0     | Віллем II             |
| 12 листопада 2008  |         |                       |
| Волендам           | 1:0 дч  | Аякс                  |
| АДО Ден Гаг        | 4:1     | Фортуна (Сіттард) (2) |
| Ейндговен (2)      | 2:3     | Твенте                |
| Лінден (3)         | 1:0     | Вітессе               |
| Геренвен           | 7:0     | Гаагландія (3)        |
| Спарта (Роттердам) | 2:1     | Камбюр (2)            |
| Телстар (2)        | 0:3     | Гронінген             |
| АЗ                 | 1:0 дч  | ПСВ                   |
| 13 листопада 2008  |         |                       |
| Гарденберг (3)     | 1:5     | Феєнорд               |

## 1/8 фіналу
| Команда 1     | Рахунок      | Команда 2          |
| ------------- | ------------ | ------------------ |
| 20 січня 2009 |              |                    |
| Дордрехт (2)  | 0:1          | Де Графсхап        |
| Феєнорд       | 0:3          | Геренвен           |
| 21 січня 2009 |              |                    |
| АЗ            | 3:0          | Ахіллес'29 (3)     |
| Волендам      | 3:0          | Ексельсіор (2)     |
| Неймеген      | 2:1          | Спарта (Роттердам) |
| Рода          | 2:0 дч       | Лінден (3)         |
| НАК Бреда     | 2:2 пен. 7:6 | Гронінген          |
| 22 січня 2009 |              |                    |
| АДО Ден Гаг   | 1:5          | Твенте             |

## 1/4 фіналу
| Команда 1      | Рахунок | Команда 2   |
| -------------- | ------- | ----------- |
| 4 березня 2009 |         |             |
| Твенте         | 1:0 дч  | Де Графсхап |
| Геренвен       | 3:1     | Неймеген    |
| 5 березня 2009 |         |             |
| Рода           | 2:3 дч  | Волендам    |
| АЗ             | 1:2     | НАК Бреда   |

## 1/2 фіналу
| Команда 1      | Рахунок | Команда 2 |
| -------------- | ------- | --------- |
| 21 квітня 2009 |         |           |
| Твенте         | 3:1     | НАК Бреда |
| 22 квітня 2009 |         |           |
| Волендам       | 0:2     | Геренвен  |

## Фінал
| 17 травня 2009 19:00 (EEST) |

| Твенте              | 2:2      | Геренвен            |
| ------------------- | -------- | ------------------- |
| Елія 54' Герсі 117' | Протокол | Попов 26' Калу 111' |

| Феєнорд, Роттердам Глядачів: 45 000 Арбітр: Ян Вегереф |

|                                            |     | Пенальті                               |  |
| Янссен · Нкуфо · Герсі · Брафгейд · Дуглас | 4:5 | Ельм · Дінгсдаг · Броер · Калу · Сібон |  |